# Каракалпакская Автономная Советская Социалистическая Республика
Каракалпакская Автономная Советская Социалистическая Республика (вначале Кара-Калпакская Автономная Социалистическая Советская Республика; каракалп. Қарақалпақстан АССР) — автономная республика в СССР, существовавшая в 1932—1936 годах в составе РСФСР, в 1936—1990 годах в составе Узбекской ССР, в 1990—1992 непосредственно входила в состав СССР. В 1992 году преобразована в Республику Каракалпакстан.
Столица — город Турткуль (до 1933 года), Нукус.

## История
Кара-Калпакская Автономная Социалистическая Советская Республика РСФСР была образована 20 марта 1932 года из Кара-Калпакской АО РСФСР (в 1925—1929 гг. АО находилась в составе Казахской АССР РСФСР, в 1929-32 гг АО была непосредственно в составе РСФСР).
Кара-Калпакия как АССР в составе РСФСР находилась в 1932—1936 гг.
5 декабря 1936 года Кара-Калпакская АССР была передана в Узбекскую ССР.
В 1937 году согласно всесоюзной реформе названий республик переименована в Кара-Калпакскую Автономную Советскую Социалистическую Республику.
В 1943 году из состава Кара-калпакской АССР были выведены её восточные земли.
Эти Земли были переданы Бухарской области, в результате всего этого площадь земель, которые потеряла Кара-Калпакская АССР, составляла 40200 км² или же треть земель ККАССР. Из 206500 км² у Кара-Калпакской АССР осталось 161900 км кв.
В 1964 году переименована в Каракалпакскую Автономную Советскую Социалистическую Республику.
14 декабря 1990 года с принятием государственного суверенитета Каракалпакской Автономной Советской Социалистической Республики она преобразована в Советскую Социалистическую Республику Каракалпакия в составе СССР (в соответствии с законом СССР от 26 апреля 1990 года).
В 1992 году 9 января Советская Социалистическая Республика Каракалпакия была преобразована в Республику Каракалпакстан и включена в состав Республики Узбекистан.

## Население
Динамика численности и этнического состава населения Каракалпакии по данным Всесоюзных переписей 1926—1989 годов
| Национальность | 1926 чел. | %      | 1939 чел. | %      | 1959 чел. | %      | 1970 чел. | %      | 1979 чел. | %      | 1989 чел. | %      |
| -------------- | --------- | ------ | --------- | ------ | --------- | ------ | --------- | ------ | --------- | ------ | --------- | ------ |
| Всего          | 304539    | 100,00 | 469702    | 100,00 | 510101    | 100,00 | 702264    | 100,00 | 905500    | 100,00 | 1212207   | 100,00 |
| узбеки         | 84099     | 27,62  | 116054    | 24,71  | 146783    | 28,78  | 212597    | 30,27  | 285400    | 31,52  | 397826    | 32,82  |
| каракалпаки    | 116125    | 38,13  | 158615    | 33,77  | 155999    | 30,58  | 217505    | 30,97  | 281809    | 31,12  | 389146    | 32,10  |
| казахи         | 85782     | 28,17  | 129677    | 27,61  | 133844    | 26,24  | 186038    | 26,49  | 243926    | 26,94  | 318739    | 26,29  |
| туркмены       | 9686      | 3,18   | 23259     | 4,95   | 29225     | 5,73   | 37547     | 5,35   | 48655     | 5,37   | 60244     | 4,97   |
| русские        | 4924      | 1,62   | 24969     | 5,32   | 22966     | 4,50   | 25165     | 3,58   | 21287     | 2,35   | 19846     | 1,64   |
| корейцы        |           |        | 7347      | 1,56   | 9956      | 1,95   | 8958      | 1,28   | 8081      | 0,89   | 9174      | 0,76   |
| татары         | 884       | 0,29   | 4162      | 0,89   | 6177      | 1,21   | 7619      | 1,08   | 7617      | 0,84   | 7767      | 0,64   |
| украинцы       | 621       | 0,20   | 3130      | 0,67   | 2201      | 0,43   | 2316      | 0,33   | 2005      | 0,22   | 2271      | 0,19   |
| башкиры        | 29        | 0,01   | 381       | 0,08   | 571       | 0,11   | 854       | 0,12   | 920       | 0,10   | 1090      | 0,09   |
| киргизы        | 277       | 0,09   | 181       | 0,04   | 177       | 0,03   | 400       | 0,06   | 1955      | 0,22   | 867       | 0,07   |
| молдаване      | 10        | 0,00   | 16        | 0,00   |           |        | 57        | 0,01   | 343       | 0,04   | 632       | 0,05   |
| белорусы       | 30        | 0,01   | 214       | 0,05   | 328       | 0,06   | 517       | 0,07   | 852       | 0,09   | 567       | 0,05   |
| другие         | 2072      | 0,68   | 1697      | 0,36   | 1874      | 0,37   | 2691      | 0,38   | 2650      | 0,29   | 4038      | 0,33   |

## В филателии

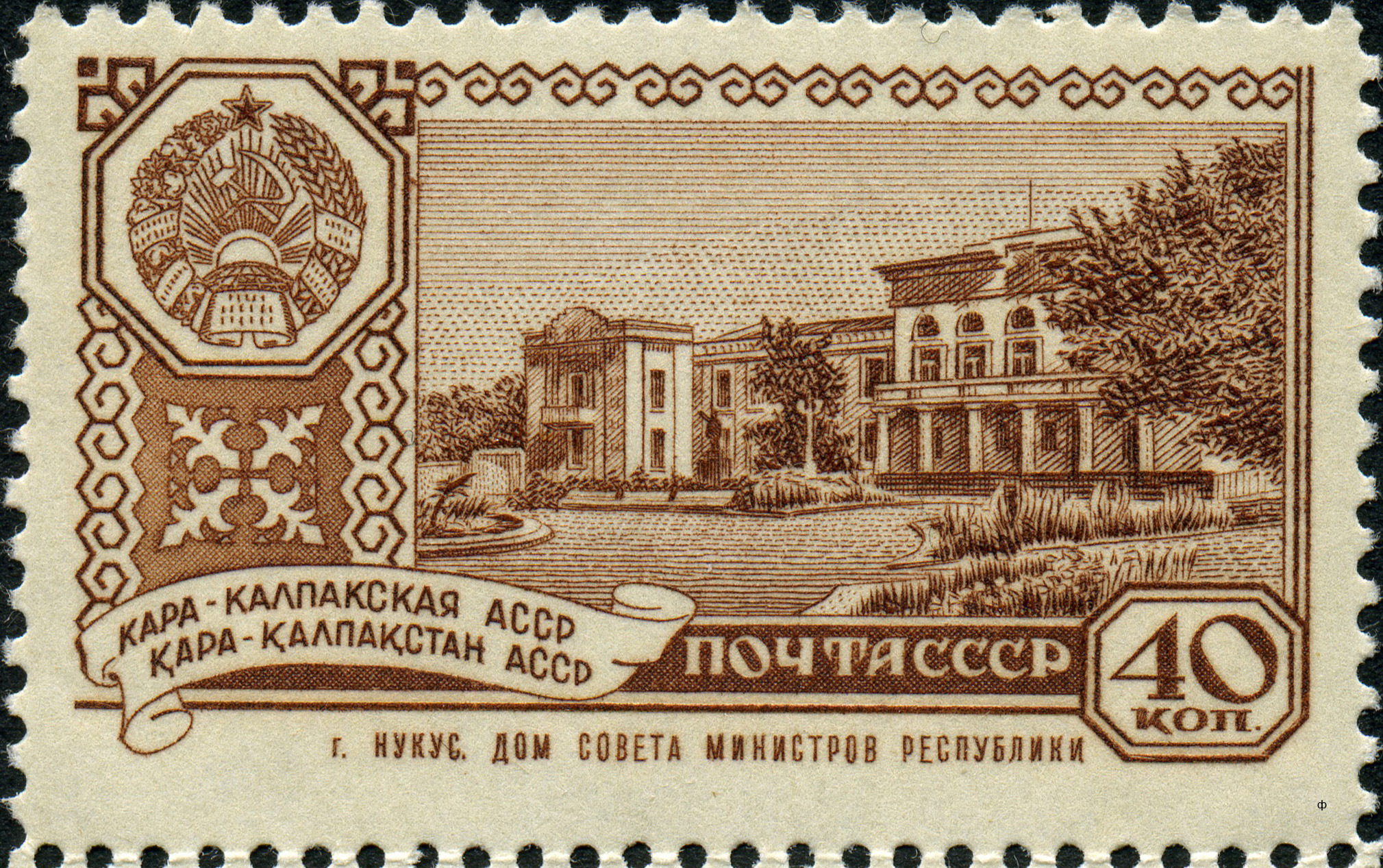
Почтовая марка СССР, 1960 год
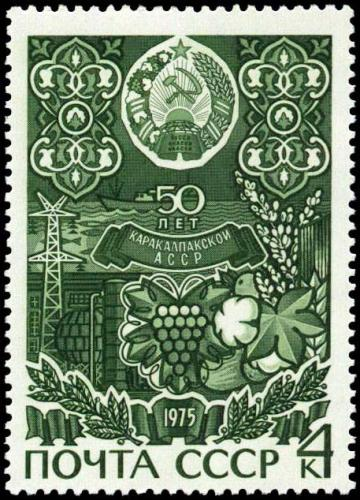
Почтовая марка СССР, 1975 год